# Martha Camacho Loaiza
Martha Alicia Camacho Loaiza es una sobreviviente de desaparición forzada, activista mexicana y exmilitantes de la liga comunista guerrillera Liga Comunista 23 de Septiembre.

## Biografía
El 19 de agosto de 1977 fue detenida cuando tenía ocho meses de embarazo, junto con su vecina Josefina Machado y con su esposo José Manuel Alapizco Lizárraga (miembro de la Liga Comunista 23 de Septiembre) por la Policía Judicial del estado de Sinaloa y agentes de la Dirección Federal de Seguridad. José Manuel fue asesinado y su cuerpo fue desaparecido.
Martha estuvo privada de la libertad arbitrariamente durante 49 días en la Novena Zona Militar, en Culiacán, y posteriormente en una casa de seguridad. Fue víctima de tortura y dio a luz a su hijo en cautiverio incluso después del parto de su hijo, pues a sólo unos segundos de que nació fue amenazado con un arma de fuego, como una forma de tortura psicológica contra Martha.
Desde 2014 es presidenta de la Unión de Madres con Hijos Desaparecidos de Sinaloa (UMHDS).

## Proceso legal
En mayo de 2002 interpuso una denuncia penal ante la Fiscalía Especial para Movimientos Sociales y Políticos del Pasado (FEMOSPP) por la ejecución extrajudicial de José Manuel, la desaparición forzada y la tortura de la que fue objeto. En 2013 la PGR determinó que los delitos habían prescrito. En 2014 ella y su hijo promovieron un juicio de amparo en el que el Juez de Amparo señaló que existían suficientes elementos, entre ellos el Informe Histórico a la Sociedad Mexicana de la FEMOSPP el cual considera que durante la Guerra Sucia se cometieron violaciones a derechos humanos que pueden ser constitutivos de delitos de lesa humanidad, que por su gravedad son delitos imprescriptibles.
En julio de 2015 el Cuarto Tribunal Colegiado en Materia Penal del Primer Circuito estableció que la PGR debía investigar la desaparición forzada y asesinato de José Manuel Alapizco, así como los hechos de tortura en el caso de Martha Camacho, los hechos denunciados constituyen el delito de tortura.

## Disculpa pública
El 23 de septiembre de 2019 el gobierno mexicano, a través de la Secretaria de Gobernación, Olga Sánchez Cordero, le ofreció disculpas por los hechos cometidos durante la Guerra Sucia:
Les ofrezco una disculpa pública a nombre del Estado mexicano por la transgresión a sus derechos por las violaciones graves y sistemáticas a los derechos humanos ocurridas en un contexto de violencia política del pasado en el periódico histórico conocido como ‘guerra sucia’.